# ثيودور هيرش
ثيودور هيرش (بالألمانية: Theodor Hirsch )‏ (و. 1806 – 1881 م) هو مؤرخ، وأمين الأرشيف، وأستاذ جامعي ألماني، ولد في غدانسك، توفي في غرايفسفالت، عن عمر يناهز 75 عاماً.

## التعليم
تعلم في جامعة هومبولت في برلين.